# Травень 2003
Травень 2003 — п'ятий місяць 2003 року, що розпочався у четвер 1 травня та закінчився у суботу 31 травня.

## Події
- 4 травня — щонайменше дев'ятнадцять людей загинуло у результаті серій торнадо в штатах США Колорадо, Канзас і Міссурі.
- 8 травня — російський математик Григорій Перельман оголосив, що вирішив гіпотезу Пуанкаре.
- 11 травня — виборці в Литві проголосували за вступ до Європейського Союзу.
- 17 травня — у Шрі-Ланці почалась повінь, у результаті якої 500 людей зникло безвісти, 350 тисяч залишилось без житла.
- 26 травня — український літак Як-42 розбився на північному сході Туреччини біля міста Трабзон. Загинули всі пасажири: 12 членів екіпажу та 62 іспанських солдатів, що повертались з проведення миротворчої місії в Афганістані.
- 28 травня — футбольний клуб «Мілан» у фіналі Ліги чемпіонів переміг туринський «Ювентус» з рахунком 3—2 у серії пенальті (0—0 в основний час).
- В Україні реформа податкового законодавства: запроваджена «плоска» шкала прибуткового податку в 13 %.